# 别当欧尼酱了！
《别当欧尼酱了！》，簡稱《别酱了》，是由日本漫画家貓豆腐创作的同人性转喜剧漫画。
作品最初在日本插画网站pixiv连载，后niconico静画也同步更新。2018年1月27日作者自费出版本作的繁体中文电子版，并提供方便简体中文用户购买的方式。作者曾經授權布卡漫畫連載簡體中文電子版，布卡漫畫破產後改在bilibili漫画继续连载。2018年6月27日起由一迅社进行商业化出版單行本。2019年6月号开始在月刊ComicREX连载。截止2023年12月，商業版累计发行册数突破120万部。
改編電視動畫於2023年1月至3月播映，動畫製作公司為Studio Bind。

## 简介
绪山真寻本來是個沉迷色情遊戲的自宅警備員，某天喝了妹妹绪山哨研制的怪药后，醒来发现自己变成女儿身。從一開始的不安、抗拒，到變得越來越女性化，真寻这一切都在哨的监视与控制之中。

## 登场人物

### 主要角色
绪山真寻（声：高野麻里佳）
自宅警备员。平时喜欢玩成人游戏。原本为男性身体，在喝了自己的妹妹研制出的一种药后变成女儿身。由于妹妹天资过人备受瞩目，作为长兄而感到自卑，升学失利后就宅在家中。被妹妹变成女性后，虽然起初仍想维护自己作为男性的尊严，但之后便慢慢习惯了女性身体的生活。
緒山哨／绪山美波里（声：石原夏织）
绪山真寻的妹妹。天资聪慧过人，直接跳级上大学。平时在家喜欢搞一些古怪的研究，研制出了能使男性变成女性的药并在自己的哥哥身上进行了实验。对哥哥有超越兄妹的感情。酒量很差，就算只喝一小杯日本甘酒也會喝醉。
名字音同「監視」。
穗月枫（声：金元寿子）
高中生，美波里的朋友。是学校裡的辣妹，巨乳，但初中时外貌与打扮和现在的紅葉相像，现在的打扮也是升学后开始的。擅长做家务。很羡慕美波里的姐（兄）妹之情。
穗月紅葉／穗月椛（聲：津田美波）
穗月枫的妹妹，初中生，真尋的同班同學。刚开始由于着装偏中性，梳着短短的武士辫，被真寻当成了男孩子，也被朝日取昵称为“（紅葉（椛）次郎）”。与真寻认识后经常与她在一起而对其有微妙的关注。
櫻花朝日（聲：優木加奈）
初中生，真尋的同班同學，紅葉的青梅竹馬。天然呆。喜歡運動且快熟。說話比較直性子。
室崎美夜（聲：日岡夏美）
初中生，真尋的同班同學。胸部比同班的真尋、紅葉、朝日還大些。輕度百合控。
天川那由多
初中生，真尋升上二年級後的同班同學。是吾妻千岁的同父异母妹妹，性格成熟，经常到姐姐学校看书，受姐姐委托来监视真寻的情况，也知道真寻性转的秘密。
吾妻千岁
美波里在大学的前辈。使真寻变性的药水是她指导美波里下研发的，也帮手解决了真寻入学的资料，和到学校检查真寻的身体情况。是天川那由多的同父异母姐姐。

### 真尋學校的同學和老師
西宮茉莉（配音：水希凛）
真尋所在班級的班主任，負責科目是國語。她被學生們親切稱為「小茉莉老師」。雖然她對校規和著裝很挑剔，但她實際上是一名隱性宅Cosplayer。
富士见宁梦（配音：樱井海亚）
真尋前桌青蓝色头发的女同学。几乎无时无刻不在睡觉，也几乎没出现过对话。
伏见和香（配音：月城莉奈）
和富士见相好的女同学，经常作为背景人物出现。
樱田优太（配音：青岛玲奈）
经常看到真尋不该看的地方或者说错话而被两女生组指责的男生组之一，留有深棕色的蓬松头发。和千川凑很要好，对真寻有好感。被高田纱月暗恋，之后被告白并交往。
千川凑（配音：阿部里果）
经常看到真寻不该看的地方或者说错话而被两女生组指责的男生组之一，留着银色直发。和樱田优太很要好，对绪山真寻有好感。
高田纱月（配音：高槻美优）
经常指责优太和凑男生组的女生组之一，留有浅棕色头发和M字型刘海。之后对优太有好感，在真寻的帮助下向优太告白并交往。
椎名未祈（配音：和多田美咲）
经常指责优太和凑男生组的女生组之一，留有棕色头发。对凑有一定的好感。

## 出版書籍

### 同人本
| 册数     | 实体同人誌                            | 日语电子版     | 繁中电子版                                    |
| 册数     | 發售日期                              | 發售日期       | 发售日期                                      |
| -------- | ------------------------------------- | -------------- | --------------------------------------------- |
| 1        | 2017年5月6日（COMITIA 120）           | 2018年1月27日  | 2018年1月27日                                 |
| 2        | 2017年8月13日（Comic Market 92）      | 2018年2月23日  | 2018年2月23日                                 |
| 3        | 2017年12月31日（Comic Market 93）     | 2018年3月19日  | 2018年3月24日                                 |
| 4        | 2018年2月11日（COMITIA 123）          | 2018年4月10日  | 2018年5月12日                                 |
| 5        | 2018年4月30日（COMIC1★13）            | 2018年6月22日  | 2018年6月23日                                 |
| 6        | 2018年8月12日（Comic Market 94）      | 2018年9月6日   | 2018年9月27日                                 |
| 7        | 2018年11月25日（COMITIA 126）         | 2019年1月1日   | 2019年2月5日                                  |
| 特别篇 1 | 2018年12月31日（Comic Market 95）     | 2019年3月6日   |                                               |
| 特别篇 2 | 2019年12月30日（Comic Market 97）     | 2020年1月1日   |                                               |
| 8        | 2019年2月17日（COMITIA 127）          | 2019年3月29日  | 2019年4月4日                                  |
| 9        | 2019年4月29日（BIG SIGHT COMIC1）     | 2019年5月6日   | 2019年6月14日                                 |
| 10       | 2019年8月11日（Comic Market 96）      | 2019年9月6日   | 2019年10月11日                                |
| 11       | 2019年12月30日（Comic Market 97）     | 2020年1月1日   | 2020年2月19日                                 |
| 12       | 2020年2月9日（COMITIA 131）           | 2020年2月10日  | 2020年4月18日                                 |
| 13       | 2020年5月2日（Comic Market 98）       | 2020年5月2日   | 2020年6月15日                                 |
| 14       | 2020年8月15日（线上虎之穴祭 2020夏）  | 2020年8月15日  | 2020年9月25日                                 |
| 特别篇 3 | 2020年8月15日（线上虎之穴祭 2020夏）  | 2020年8月15日  |                                               |
| 15       | 2020年12月30日（Air Comiket2 2020冬） | 2020年12月30日 | 2021年1月20日                                 |
| 16       | 2021年5月21日（COMITIA 135）          | 2021年5月21日  | 2021年5月26日                                 |
| 17       | 2021年5月21日                         | 2021年5月21日  | 2021年5月26日                                 |
| 18       | 2021年8月14日（はたケットSP）         | 2021年8月14日  | 2021年8月31日                                 |
| 19       | 2021年12月30日（Comic Market 99）     | 2021年1月2日   | 2021年1月9日                                  |
| 20       | 2022年2月20日（COMITIA 139）          | 2022年2月20日  | 2022年3月9日                                  |
| 21       | 2022年5月5日（COMITIA 140）           | 2022年5月5日   | 2022年5月28日                                 |
| 22       | 2022年8月13日                         | 2022年8月13日  | 2022年8月13日                                 |
| 23       | 2022年12月31日                        | 2022年12月31日 | 2022年12月31日                                |
| 24       | 2023年2月19日                         | 2023年2月19日  | 2023年2月19日                                 |
| 25       | 2023年5月5日                          | 2023年5月5日   | 2023年5月13日（初版） 2023年7月10日（修正版） |
| 26       | 2023年8月13日                         | 2023年8月13日  | 2023年8月24日                                 |

### 商业版
| 册数 | 一迅社         | 一迅社                                                  | 東立出版社    | 東立出版社             |
| 册数 | 发售日期       | ISBN                                                    | 發售日期      | ISBN                   |
| ---- | -------------- | ------------------------------------------------------- | ------------- | ---------------------- |
| 1    | 2018年6月27日  | ISBN 978-4-7580-6750-8                                  | 2019年9月12日 | ISBN 978-957-26-3259-8 |
| 2    | 2019年1月26日  | ISBN 978-4-7580-6792-8                                  | 2020年8月20日 | ISBN 978-957-26-3260-4 |
| 3    | 2019年9月27日  | ISBN 978-4-7580-6828-4                                  | 2021年4月15日 | ISBN 978-957-26-4571-0 |
| 4    | 2020年7月27日  | ISBN 978-4-7580-6883-3                                  | 2021年9月13日 | ISBN 978-957-26-6343-1 |
| 5    | 2021年5月27日  | ISBN 978-4-7580-6917-5                                  | 2022年4月29日 | ISBN 978-957-26-7284-6 |
| 6    | 2022年4月27日  | ISBN 978-4-7580-6977-9                                  | 2023年4月20日 | ISBN 978-957-26-9254-7 |
| 7    | 2023年1月7日   | ISBN 978-4-7580-8400-0 ISBN 978-4-7580-8401-7（特裝版） | 2024年9月19日 | ISBN 978-626-02-0823-3 |
| 8    | 2023年11月27日 | ISBN 978-4-7580-8456-7 ISBN 978-4-7580-8457-4（特裝版） |               |                        |
| 9    | 2024年9月27日  | ISBN 978-4-7580-8582-3 ISBN 978-4-7580-8583-0（特装版） |               |                        |
| 10   | 2025年7月26日  | ISBN 978-4-7580-8756-8 ISBN 978-4-7580-8757-5（特裝版） |               |                        |

### 外传
| 册数 | 书名           | 实体同人誌 | 日语电子版    | 繁中电子版    | 簡中电子版    |
| 册数 | 书名           | 發售日期   | 發售日期      | 發售日期      | 發售日期      |
| ---- | -------------- | ---------- | ------------- | ------------- | ------------- |
| 1    | 美波里的实验室 |            | 2023年8月13日 | 2023年8月30日 | 2023年8月30日 |

### 公式書

| 卷數 | 一迅社         | 一迅社                 | 一迅社 |
| 卷數 | 發售日期       | ISBN                   |        |
| ---- | -------------- | ---------------------- | ------ |
| 1    | 2021年5月27日  | ISBN 978-4-7580-6918-2 |        |
| 2    | 2022年4月27日  | ISBN 978-4-7580-6978-6 |        |
| 3    | 2023年1月7日   | ISBN 978-4-7580-8402-4 |        |
| 4    | 2023年11月27日 | ISBN 978-4-7580-8458-1 |        |
| 5    | 2024年9月27日  | ISBN 978-4-7580-8584-7 |        |
| 6    | 2025年7月26日  | ISBN 978-4-7580-8758-2 |        |

## 迴響
本作於2018年8月獲得「下一部人氣漫畫大賞2018」網路漫畫類別第5名。2019年10月獲得「網路漫畫總選舉2019」第9名。2020年3月於AnimeJapan主持的「最想看到被動畫化的漫畫」獲得第3名，於2021年3月獲得第7名。
截至2022年4月，商業版漫畫的發行冊數突破50萬部。

## 电视动画
2022年4月22日，电视动画公布。日本版本的影像與音檔是「正常版」，日本授權的海外版本皆為「修正版」（無嬌喘聲）。在第一集播出後，bilibili等部分日本以外的串流平台被發現採用「正常版」音訊檔案；唯經羚邦國際向日本代理商釐清後，表示相關平台的音軌設定錯誤，現配合原廠規定重新修正上架。2023年1月6日，巴哈姆特動畫瘋強調，依照日方規定，日本以外的音檔必須是修正版。

### 製作人員
- 原作：猫豆腐（月刊ComicREX／一迅社 刊载）
- 導演：藤井慎吾[40]
- 系列構成：横手美智子[40]
- 角色設計：今村亮[40]
- 音樂：阿知波大輔、桶狭間有沙
- 監製：EGG FIRM[40]
- 動畫製作：Studio Bind[40]
- 製作：「别酱了」製作委員会[39]

### 主題曲
片頭曲
作詞、作曲、編曲：，主唱：
片尾曲
作詞、作曲、編曲：，主唱：ONIMAI SISTERS（高野麻里佳、石原夏織、金元壽子、津田美波）
台灣版片頭曲《Passion》
主唱：高耀太

#### 專輯
是不當哥哥了片尾曲合輯。
| CD DISC 1 | CD DISC 1                  | CD DISC 1                                | CD DISC 1     | CD DISC 1 |
| 曲序      | 曲目                       | 歌手                                     | 备注          | 时长      |
| --------- | -------------------------- | ---------------------------------------- | ------------- | --------- |
| 1.        | ひめごと＊クライシスターズ | 高野麻里佳、石原夏織、金元壽子、津田美波 | 合唱完整版    | 3:34      |
| 2.        | ひめごと＊クライシスターズ | 高野麻里佳、石原夏織、金元壽子、津田美波 | 電視節錄版    | 1:32      |
| 3.        | ひめごと＊クライシスターズ | 高野麻里佳                               | 緒山真尋 版本 | 3:34      |
| 4.        | ひめごと＊クライシスターズ | 石原夏織                                 | 緒山哨 版本   | 3:34      |
| 5.        | ひめごと＊クライシスターズ | 金元壽子                                 | 穗月楓 版本   | 3:34      |
| 6.        | ひめごと＊クライシスターズ | 津田美波                                 | 穗月紅葉 版本 | 3:34      |
| 7.        | ひめごと＊クライシスターズ |                                          | 純音樂        | 3:34      |

### 劇集列表
| 1 | 真尋與不得了的身體   | 橫手美智子 | 藤井慎吾   | 藤井慎吾   | 今村亮                            | 不適用          | 2023年 1月5日 | 松尾祐輔 | 1（1、1.5、2、3）             |
| 成年男子真尋某日起床時發現自己被變成少女，原來是妹妹哨對自己下藥、進行臨床實驗。哨希望身為家裡蹲的真尋能回歸社會並開始工作，同時享受作為女性的生活。真尋在哨的要求下洗澡並換上女裝。哨帶她出門慢跑、藉此轉換心情。相較於文武雙全的哨，真尋原本感到沉重的壓力，在變成少女後感到輕鬆許多，並認為就此不當哥哥也不錯，但在穿上胸罩後，真尋的自我認同又出現危機。                                                                               |                      |            |            |            |                                   |                 |               |          |                               |
| 2 | 真尋與女孩子之日     | 橫手美智子 | 伊禮       | 伊禮       | 山崎匠馬                          | 今村亮          | 1月12日       | 米山舞   | 1（5、5.5、6、6.5）           |
| 因浴室故障，哨帶不愛洗澡、也不會洗長髮的真尋到公眾澡堂盥洗，讓真尋想起兒時和哨一起洗澡的時光。在哨的慫恿下，真尋換了多種髮型，舉止也越來越女性化，讓他試圖找回自己的男子氣概。真尋做仰臥起坐時感到腹痛，哨推斷她月經來潮，並給她許多調適身體的建議。真尋表示哨下次若因為經痛而不適時，自己也會照顧她，反而被哨責怪不夠纖細。 |                      |            |            |            |                                   |                 |               |          |                               |
| 3 | 真尋與未知的遭遇     | 平見瞠     | 秋山泰彥   | 秋山泰彥   | 西原大樹                          | 今村亮          | 1月19日       | Kay Yu   | 1（9、9.5）                   |
| 為了讓真尋熟悉和人相處，哨介紹朋友穗月楓給他，而兩人也相處愉快。之後三人一起逛街和看電影，途中真尋離席如廁，卻因為女廁大排長龍而失禁，楓為他買了新內褲，真尋感覺楓就像姐姐。哨因感冒而臥床，真尋試著自己做家事，讓哨喜極而泣，哨希望兩人可以繼續融洽地相處下去。 |                      |            |            |            |                                   |                 |               |          |                               |
| 4 | 真尋與新朋友         | 橫手美智子 | 柿木田隼人 | 柿木田隼人 | 佐藤利幸 新海良佑 西谷衆平        | 今村亮          | 1月26日       | 中村豐   | 2（11、12、13）               |
| 哨因為忙於研究而住在學校，真尋久違地享受一人時光，卻發現無論做什麼都不起勁。真尋外出跑腿購物，當他在超市外躊躇時，遇見楓的妹妹紅葉，誤以為她是男生並對她有好感，之後兩人成了朋友。楓和紅葉到真尋家作客，紅葉無意間發現真尋房間內的色情漫畫，所幸真尋蒙混了過去。紅葉幫忙整理漫畫時，不小心跌倒並觸碰到真尋的胸部，紅葉回家後洗澡時感嘆兩人胸部的差距。                                                                                     |                      |            |            |            |                                   |                 |               |          |                               |
| 5 | 真尋與輔導與邀約     | 橫手美智子 | 望月智充   | 幸博       |                                   | 今村亮          | 2月2日        | 石田可奈 | 2（14、15、16、20）           |
| 真尋難得出門一次，到便利商店索取自己喜愛動畫的資料夾，之後到電子遊樂場遊玩，卻被當成翹課學生，使她更害怕出門。但因為真尋頭髮太長，哨仍帶她上美容院打理一番。萬聖節到來，哨帶真尋到楓家開派對，真尋和紅葉談及彼此都是貧乳，紅葉對此感到困擾。晚餐時，聊天涉及到哨的哥哥，楓透露哨在中學時經常提到自己的哥哥。之後紅葉帶著她的同學來找真尋。                                                                                                 |                      |            |            |            |                                   |                 |               |          |                               |
| 6 | 真尋與第二回的國中生 | 平見瞠     | 新井宣圭   | 新井宣圭   | 內田百香 向川原憲 李嘉            | 今村亮          | 2月9日        | 渡邊明夫 | 2（20） 3（21、附錄漫畫、22） |
| 紅葉和同學朝日、美夜帶真尋去吃聖代，享受愉快的女孩聚會。哨安排真尋以轉學生身分再次成為中學生，久未早起的她感到很疲憊，朝日便抱著她並試圖給她朝氣。不習慣人群的真尋無法在學校如廁，便一直忍到放學。在體育課時，真尋感到身體不適，敏銳的美夜以为真尋来月事而通知老師後，真尋得以在樹蔭下休息，真尋回家和哨提起这件事时，被提醒不要滥用这样的便利。                                                                                               |                      |            |            |            |                                   |                 |               |          |                               |
| 7 | 真尋與角色扮演       | 平見瞠     | 宇和野步   | 宇和野步   | 田口愛梨                          | 不適用          | 2月16日       | 龜田祥倫 | 3（附錄漫畫、23－25、26）     |
| 真尋和紅葉在房間寫作業，准备应付之后的考试，由于真尋的真实学历高于初中水平，所以轻松应对。之后的考试中，真尋本以為自己可以大顯身手，卻因為打瞌睡而沒能及格。在课间休息时，真尋發現自己無法融入女生話題，並發現和男生比較聊得來，但當她提到十多年前的角色扮演遊戲時，又因為體認到年齡差距而感到沮喪。為了準備家政課，真尋和紅葉請楓教自己做餅乾，同時得知哨以前也曾向楓學烹飪，為的是做給哥哥吃。家政課之後，真尋把餅乾帶給哨，讓她很感動。 |                      |            |            |            |                                   |                 |               |          |                               |
| 8 | 真尋與初次女孩聚會   | 横手美智子 | 田中宏紀   | 田中宏紀   | 佐藤利幸                          | 不適用          | 2月23日       | 佐藤利幸 | 3（27－28、附錄漫畫）         |
| 寒假開始，哨為了不讓真尋在家耍廢，把她的同學找來聚會並過夜。眾人一起打電玩、吃晚餐、洗澡、打枕頭戰、說鬼故事，而這個鬼故事讓紅葉嚇得無法半夜上廁所，而真尋的棉被被睡相差的朝日捲走卻搶不回來，怕沒蓋被會感冒的她想鑽紅葉的被窩卻把紅葉嚇到失禁；後來真尋让紅葉睡自己的床，而真尋和哨同床，之后稱尿床一事是自己所為。 |                      |            |            |            |                                   |                 |               |          |                               |
| 9 | 真尋與新年舊歲       | 橫手美智子 | 黑澤守     | 秋山泰彦   | 內田百香 青木駿介                 | 今村亮 山崎匠馬 | 3月2日        |          | 3（29－30.5）                 |
| 耶誕節來臨，哨出門和楓約會，而好奇的真尋和紅葉也緊跟在後，順便結伴逛街，之後四人一起歡度愉快的耶誕時光。回家後，哨送出圍巾作為給真尋的耶誕禮物。過年期間，哨、真尋、楓和紅葉進行初詣、吃年菜，期间哨喝了甜酒，發酒瘋後吻了楓。哨和真尋都對久違地享受過年氣氛感到喜悅。 |                      |            |            |            |                                   |                 |               |          |                               |
| 10 | 真尋與胸部與自我認知 | 平見瞠     | 坂口蒼星   | 坂口蒼星   | 向川原憲 西野佳佑                 | 今村亮          | 3月9日        | 刈谷仁美 | 4（31、33、34、34.5、38）     |
| 寒冬來臨，真尋和紅葉圍著同款圍巾，讓美夜非常興奮。真尋在展示絲襪時因為被男生盯著看而害羞，她意識到自己的內心越來越女性化。之後楓去绪山家让哨补习，為哨和真尋进行了豐胸按摩。情人節到來，真尋和朋友交換了巧克力，放學後，哨也送巧克力給真尋，真尋的回禮讓哨喜極而泣。真尋逛書店時，發現兩位男同學靠近限制級書籍區，嚇得他們落荒而逃，之後真尋和美夜買了數本百合類型書籍，美夜也坦承自己喜歡百合。                                           |                      |            |            |            |                                   |                 |               |          |                               |
| 11 | 真尋與女生的嗜好     | 平見瞠     | 長田伸二   | 長田伸二   | 宗圓祐輔 TOMATO 大田和寬 川妻智美 | 今村亮 山崎匠馬 | 3月16日       | Namori   | 4（35－37.5）                 |
| 真尋的同學間開始流行占卜，她為了搭話題而開始研究占卜，並想起當日是自己的生日，也因此並未對哨準備的慶祝活動感到驚喜。之後朝日、美夜和紅葉準備了生日派對和禮物，真尋擦上作為禮物的有色唇膏，不僅很受女同學歡迎，也讓男學生怦然心動，但因為此舉違反校規，真尋被迫卸妝。回家後，真尋建議哨也可以學化妝，並請楓協助她打扮，之後化了妝的三人拍了張合照。                                                                                         |                      |            |            |            |                                   |                 |               |          |                               |
| 12 | 真尋的結束與今後     | 橫手美智子 | 藤井慎吾   | 藤井慎吾   | 山崎匠馬 新海良佑                 | 今村亮          | 3月23日       | 貓豆腐   | 2（17、18）                   |
| 真尋一行人進行兩天一夜的溫泉之旅。在泡溫泉時，真尋發現自己的陰莖復原了，所幸並未敗露身份，而哨也有準備變成女生的藥，讓他自行抉擇。用過晚餐後，眾人一同欣賞雪景、打雪仗，真尋喜歡如今的生活，便主動服藥继续维持女性的身份。回程時，哨認為真尋已經有所改變，而自己的改造計畫也相當順利。 |                      |            |            |            |                                   |                 |               |          |                               |

### 评论
雖然性別轉換主題及部分刻意鏡頭使評價比較兩極分化，《不當哥哥了！》動畫仍得到大量粉絲的喜愛。《澳門日報》刊載文章給出高度評價，稱讚其角色動作的自然流暢和背景的細緻描繪，動畫劇本對原作改編增刪後劇情仍順暢合理，以及聲優的優秀表現和高質量音樂。該動畫在Niconico和動畫評分網站Anikore.jp都由日本觀衆評爲2023年冬最佳電視動畫。KAI-YOU上的撰稿者太田祥暉表示本作品因其对日常生活的细致描绘而引人注目，并表示：“虽然由于其性别转换主题，它可能并不适合所有人，但它像是最近的作画盛典（作画祭り）的浓缩版，是本季必看的作品”。該動畫早期的英文報道中對前幾集的評價褒貶不一，儘管觀衆評分高。一些評論者批評了第一集的前提和萝莉控主题，並認爲其中暗示着乱伦，但同時稱讚動畫畫面和音樂，幾乎一致認爲其質量上乘。

## 廣播劇CD

### 製作團隊
- 原作、監修：貓豆腐
- 腳本：貓豆腐、川越崇弘
- 音響監督：兒玉拓己（MFS）
- 製作協力：Voice-View
- 設計：肥田滉平
- 錄音工作室：studio29

### 音樂
主題曲ここから
歌手：緒山真尋（高野麻里佳飾），作詞：貓豆腐，作曲：佐藤純一
收錄於：「廣播劇CD 不當哥哥了2」